# كفوتسات شيلر
كفوتسات شيلر هو كيبوتس في وسط فلسطين (إسرائيل). يسمى أيضًا غان شلومو ويقع في وادي الخليل بالقرب من رحوفوت تحت ولاية مجلس برينر الإقليمي. بلغ عدد سكانه 507 نسمة في 2014. تأسس في شهر أكتوبر 1927 من قبل مجموعة من 12 أكاديمي من لفيف وغاليسيا مع أطفالهم الستة.
أُقيم الكيبوتس على أنقاض قرية زرنوقة العربية المهجرة.